# Estar o no estar
Estar o no estar una pel·lícula mexicana dramàtica del 2015, dirigida per Marcelo González. La pel·lícula és protagonitzada per Flavio Medina i Aislinn Derbez i es va rodar a Tlacotalpan, Veracruz i Xalapa-Enríquez a l'estat mexicà de Veracruz. A la pel·lícula, Augusto (Medina) és un home solter de quaranta-sis anys que es trasllada a una altra ciutat després del pas de la seva mare. Coneix a Nástenska (Derbi) i s'enamora d’ella. La pel·lícula és el primer llargmetratge de González i va rebre sis nominacions als premis Diosas de Plata del 2017 i va guanyar a la millor actriu de repartiment (Tiaré Scanda) i a la millor fotografia (Jerónimo Rodríguez García).

## Sinopsi
Augusto (Flavio Medina) és un home solter de quaranta-sis anys que va decidir mudar-se de la seva ciutat natal Xalapa-Enríquez a Tlacotalpan després de la mort de la seva mare. Lloga una habitació en una pensió i coneix una veïna anomenada Ludivina (Tiaré Scanda) que es fa amiga seva. Quan està sol a l’habitació, el fantasma de la seva mare (Patricia Reyes Spíndola) apareix al seu mirall i el renya contínuament.
Coneix a Nástenska (Aislinn Derbez), una cambrera d’un restaurant local regentat per la seva padrina (Angélica Aragón), i s'enamora d’ella. Es fan amics i ella el convida a veure com interpreta Roxanne a l'obra Cyrano de Bergerac en un teatre local de Veracruz; la mateixa nit que celebra el seu aniversari i després d’un sopar, caminen per una platja i acaben fent l'amor.
L'endemà, Mauricio (Gonzalo García Vivanco), el xicot de Nástenska, torna a la ciutat després de passar un any en un vaixell i ella decideix fugir amb ell. Augusto cau en depressió després de la seva sortida i Ludivina aprofita per consolar-lo i tenen relacions sexuals. El matí següent, Augusto li diu a Ludivina que no es pot casar amb ella, i ella respon que no es vol casar i li revela el seu passat com a prostituta.
Pocs mesos després, Nástenska torna a Tlacotalpan i troba a Augusto treballant al restaurant on treballava abans i ell descobreix que està embarassada, mantenen una conversa i li confirma el seu retorn a Espanya amb Mauricio tot i no tenir la vida feliç que sempre va voler. Ludivina se'n va el cap de setmana i, en tornar, descobreix el cadàver d'Augusto a la seva habitació; Augusto va morir en menjar conserves caducades. El fantasma d’Augusto es veu feliç mentre les seves cendres són abocades al mar per Nástenska.

## Repartiment
- Flavio Medina - Augusto
- Aislinn Derbez - Nástenska
- Tiaré Scanda - Ludivina
- Angélica Aragón - Matrushka
- Patricia Reyes Spíndola - Verónica
- Gonzalo García Vivanco - Mauricio
- Ruben González Garza - Don Manuel
- José Antonio Barón - Don Memo
- Iliana de la Garza - Margarita
- Horacio Castelo - Cyrano de Bergerac
- Imelda Castro - Lola
- Luis Monterrubio - Jorge
- Mary Paz Mata - Nana

## Nominacions i premis
A la 46a edició de les Diosas de Plata va tenis sis nominacions i dos premis:
| 2017 | Marcelo González          | Millor opera prima         | Nominat   |
| 2017 | Flavio Medina             | Millor actor               | Nominat   |
| 2017 | Aislinn Derbez            | Millor actriu              | Nominat   |
| 2017 | Tiaré Scanda              | Millor coactuació femenina | Guanyador |
| 2017 | Patricia Reyes Spíndola   | millor actriu de quadre    | Nominat   |
| 2017 | Jeronimo Rodriguez Garcia | Millor fotografia          | Guanyador |